# Tully Craig
Pour les articles homonymes, voir Craig.
Thomas Craig, couramment appelé Tully Craig, est un footballeur international puis entraîneur écossais, né le 18 juillet 1895, à Laurieston, Falkirk et décédé le 21 juin 1963 . Évoluant au poste de milieu de terrain, il est particulièrement connu pour ses saisons aux Rangers.
Il compte 8 sélections pour 1 but inscrit en équipe d'Écosse. Depuis 2011, il est membre du Hall of Fame des Rangers.

## Biographie

### Carrière en club
Natif de Laurieston, Falkirk, il joua tout d'abord au Celtic mais dans un statut non professionnel de 1919 à 1922. Il commence sa carrière professionnelle à Alloa Athletic en 1922 avant de signer dès la saison suivante aux Rangers pour un montant de 750£ et où il passera le reste de sa carrière, soit 12 saisons. Il est donc l'un des rares joueurs à avoir joué pour les deux équipes du Old Firm.
Il s'y construira un riche palmarès, dont 10 titres de champion et 2 Coupes d'Écosse, y jouant 308 matches officiels pour 39 buts inscrits (dont 234 matches et 32 buts en championnat).
Après la fin de sa carrière de joueur, il se reconvertit comme entraîneur, prenant en main l'équipe de Falkirk durant 15 saisons et 577 matches officiels (45,41% de victoires), de 1935 à 1950. Il entraîna aussi l'équipe nord-irlandaise de Linfield pendant la saison 1952-53.

### Carrière internationale
Tully Craig reçoit 8 sélections en faveur de l'équipe d'Écosse. Il joue son premier match le 26 février 1927, pour une victoire 2-0, au Windsor Park de Belfast, contre l'Irlande en British Home Championship. Il reçoit sa dernière sélection le 5 avril 1930, pour une défaite 2-5, à Wembley, contre l'Angleterre en British Home Championship. Il inscrit 1 but lors de ses 8 sélections.
Il participe avec l'Écosse aux British Home Championships de 1927, 1928 et 1930. 

#### Buts internationaux
| no | Date        | Lieu                  | Adversaire | Score final | Compétition  |
| -- | ----------- | --------------------- | ---------- | ----------- | ------------ |
| 1  | 26 mai 1929 | Brann Stadion, Bergen | Norvège    | 7-3         | match amical |

## Palmarès

### Comme joueur
- Celtic :
  - Champion d'Écosse en 1921-22
  - Vainqueur de la Glasgow Cup en 1920 et 1921
  - Vainqueur de la Glasgow Merchants Charity Cup en 1920 et 1921

- Rangers :
  - Champion d'Écosse en 1923-24, 1924-25, 1926-27, 1927-28, 1928-29, 1929-30, 1930-31, 1932-33, 1933-34 et 1934-35
  - Vainqueur de la Coupe d'Écosse en 1928 et 1930
  - Vainqueur de la Glasgow Cup en 1925 et 1930
  - Vainqueur de la Glasgow Merchants Charity Cup en 1928, 1929, 1930 et 1931

### Comme entraîneur
- Falkirk :
  - Titre de champion de Division 2 écossaise en 1935-36
  - Finaliste de la Coupe de la Ligue écossaise en 1948